# حیدرآباد (ایلام)
حیدرآباد یا هفتاو، روستایی در دهستان میش خاص بخش سیوان شهرستان ایلام در استان ایلام ایران است. این روستا  در ۲۵ کیلومتری مرکز استان قرار دارد که با توجه به خوش آب و هوا بودن منطقه، تولید انواع میوه در فصل تابستان و مناطق زیبای موجود در روستا به عنوان روستای هدف گردشگری از سال ۱۳۸۴ شناخته شده است.
بخش مهمی از ظرفیت‌ها و پتانسیل‌های گردشگری استان ایلام در روستاها وجود دارد که به دلیل ناشناختگی به خوبی در کشور معرفی نشده‌اند و یکی از این روستاها، روستای «حیدرآباد» از توابع میشخاص در جنوب شرقی شهر ایلام واقع شده که ظرفیت‌های گردشگری این روستا در نوع خود بی نظیر است.
برای رسیدن به روستا باید از جاده ایلام به سمت دره شهر استفاده کرد که این جاده ، از یک جاده فرعی آسفالته که از شهر جعفرآباد عبور می کند و زیبایی‌های روستای حیدرآباد از همان آغاز راه شروع می‌شود و باغات وسیع و دره و رودخانه همراه با برف، خود بیانگر وجود روستایی زیبا برای گردشگران است. 
روستای زیبا و ییلاقی حیدرآباد از نقاط خوش آب و هوایی است که طی ۲۰۰ سال اخیر به روستا تبدیل شده‌است. روستای کوهستانی حیدرآباد ۱۴۰۰ متر از سطح دریا ارتفاع دارد و اقلیم آن معتدل و کوهستانی است و در فصول بهار، تابستان و اوایل پاییز، هوایی معتدل و در زمستان هوایی سرد دارد.
رودخانه پرآب و نهرهای کوچک که از میان کوچه‌های باریک روستا می‌گذرد طراوت خاصی به آن می‌بخشد و دره پرآب «هفتاو» از ۳۰ کیلومتری شهر ایلام شروع شده و تا ارتفاعات طولاب در نزدیکی روستا امتداد می‌یابد. آمیختگی جنگل و باغ‌های میوه، به خصوص درختان گردو، همراه با چشمه‌ها و رودهای خروشان، چشم‌اندازی زیبا به این دره ییلاقی بخشیده‌است. این دره هم از نظر جذب گردشگر و هم از نظر تولید محصولات باغی، از جمله منابع درآمدزا و مهم استان و روستاییان به‌شمار می‌آید.
بافت این روستا دارای نکات جالب توجهی است زیرا در این روستا کوچه بندی شده و هر کوچه یک اسم دارد و موزاییک شدن کوچه‌ها و تمیزی روستا نشان می‌دهد طرح هادی تا حدود زیادی در روستا اجرا شده‌است.
در این روستا، ایستگاه مطبوعاتی، سطل زباله‌های مخصوص، سرویس بهداشتی، آب سرد کن و… وجود دارد و این روستا از جمله مناطق استان ایلام است که مردم در توسعه و اجرای طرحهای مختلف آن مشارکت فعال دارند اما برای جذب گردشگر در روستا نیاز به کار بیشتر دارد .
اقتصاد روستای حیدرآباد بر پایه فعالیت‌های زراعی، خدماتی و صنایع دستی استوار است و کشت آبی و دیم در روستا رواج دارد و اکثر اراضی روستا به صورت دیم کاشته می‌شود.
شالیزارهای اطراف روستا، جلوه‌ای رؤیایی دارد و عطر برنج در فصل برداشت، سراسر روستا را فرا می‌گیرد. در داخل و اطراف روستا، مزارع و باغ‌های سرسبز و انبوهی وجود دارد که مکانی بسیار زیبا و مناسب برای تفریح و تفرج گردشگران به‌شمار می‌آیند.
این روستا یک ظرفیت مهم و ملی دارد و آن هم درختان زردآلو است که باعث شده هر ساله جشن برداشت زردآلود در این روستا در خرداد ماه برگزار شود. زردآلوی این روستا در سراسر استان مشهور است و حتی یک منطقه در اطراف روستا به اسم زردآلوآباد نام گرفته‌است. درختان زردآلود در این روستا بی شمار هستند و برگزاری جشن زردآلود می‌تواند در سطح ملی نیز در این روستا برگزار شود.

## محصولات کشاورزی
مردم زحمت کش بومی این روستا روزانه به فعالیت کشاورزی پرداخته و محصولات کشاورزی از قبیل انجیر، انگور ، زردآلو ، آلو ، گوجه سبز ، انار ، توت فرنگی ، گوجه محلی ، سیب ترش و ... تولید می کنند و روانه بازار می کنند که راه درآمدی برای مردم بومی این روستا می باشد .

## جمعیت
بر پایه سرشماری عمومی نفوس و مسکن در سال ۱۳۹۵، جمعیت این روستا برابر با ۶۱۴ نفر (۱۴۵ خانوار) بوده‌است.